# Limenitis leonina
Limenitis leonina är en fjärilsart som beskrevs av Hans Fruhstorfer 1915. Limenitis leonina ingår i släktet Limenitis och familjen praktfjärilar. Inga underarter finns listade i Catalogue of Life.